# Mihályi Magdolna
Mihályi Magdolna (Jászság, 1964. április 27. –) Tamási Áron-díjas kulturális közösségszervező, üzletasszony, a Rákóczi Szövetség alelnöke, a Fortis Hungarorum Kulturális Egyesület egyik alapítója.
Évtizedek óta kiemelkedő kulturális tevékenységet folytat a fiatal generációk magyar nyelv iránti elköteleződésének ösztönzése és tehetséggondozás terén, különös figyelmet fordítva az erdélyi magyar kultúra továbbörökítésére. Férjével, a 2016-ban elhunyt Varga Sándor újságíróval hívták életre először 2010-ben a Fehérvári Versünnepet, majd 2013-ban az erdélyi magyar fiatal közösséget célzó Csíki Versünnepet. A legtehetségesebb szavalók 2011 óta minden évben lehetőséget kapnak rá, hogy részt vegyenek a neves szakmai résztvevőkkel (pl. Kubik Anna Kossuth- és Jászai Mari-díjas színművésznő, Rubold Ödön Jászai Mari-díjas érdemes művész, Ráckevei Anna Jászai Mari-díjas érdemes és kiváló művész, a Bartók Béla- és Magyar Örökség-díjas Misztrál együttes) Csíkcsomortánban megrendezett Székelyföldi Varga Sándor Verstáborban.

## Életútja
Jászságban látta meg a napvilágot 1964-ben, egy kétgyermekes család legfiatalabb tagjaként. Gimnáziumi éveit Budapesten töltötte, felsőfokú tanulmányai befejeztével matematika szakos tanárként diplomázott. Mint fiatal tanár kísérőként vett részt egy gimnazistáknak szervezett építőtáborban, itt találkozott a szintén kísérőtanárként résztvevő Varga Sándorral, későbbi férjével, akivel 1989-ben házasodtak össze.
Első gyermeke, Bálint születéséig pedagógusként dolgozott, később azonban elvégzett egy posztgraduális üzleti képzést, hogy a már ekkor megmutatkozó kommunikációs és üzleti képességeit tovább fejlessze. Második gyermeke, Anna születése után már nem is tért vissza a pedagógusi pályára, hanem az ország egyik legismertebb iskolaszövetkezeténél kezdett dolgozni, ahol rövid időn belül regionális vezető pozícióba került.
Az iskolaszövetkezeti évei alatt felismerte, hogy a felnőtt munkaerő kölcsönzésére legalább akkora, ha nem nagyobb szükség van a munkaerő-piacon, mint diákokra. 2004-ben megalapította saját munkaerő-kölcsönző vállalkozását (Jobtain), mely ekkor ugyan még mindössze 2-3 főt foglalt magába, 2021-ben viszont már a Budapesti Értéktőzsde is felvette a közel 100 alkalmazottat számláló és tízmilliárd feletti bevételű céget a BÉT50 listára, ami Magyarország 50 leginspirálóbb vállalatait gyűjti össze évről évre.
Szintén 2004-ben férjével közösen ingatlant vásárolt a Csíkszeredától 25 km-re fekvő Csíkcsomortán településen, melyet Szellő Szálló néven, az erdélyi jellegzetességeket felvonultató (pl. székelykapu, erdélyi ételek, hagyományőrző programok) panzióként nyitottak meg. Ez a panzió napjainkra a térség egyfajta kulturális központjává nőtte ki magát, otthont adva számos irodalmi és művészeti találkozóknak.
2010-től kezdődően férjével karöltve olyan kulturális rendezvényeket hívtak életre, mint a Fehérvári Versünnep, a Székelyföldi Verstábor (ma: Székelyföldi Varga Sándor Verstábor), a Csíki Versünnep, a Falusi Színjátszók Találkozója és Konferenciája és a Falusi Színjátszó Vezetők Konferenciája.
2014-ben férjével és lányával civil szervezetet alapítottak Fortis Hungarorum Kulturális Egyesület néven, ennek az elnökségi pozícióját évek óta lánya, Chapman-Varga Anna tölti be. Az egyesület a magyar kultúráért folytatott példamutató tevékenységéért 2016-ban kiérdemelte a Magyar Művészeti Akadémia elismerő oklevét. A díjátadó ünnepségen azonban Varga Sándor már nem tudott részt venni, mert 2016 januárjában súlyos betegséget követően elhunyt.
Miközben munkaerő-kölcsönző cége is egyre több sikert ért el (Minősített foglalkoztató, Családbarát Vállalat), folytatta a férjével közösen kezdett kulturális missziót, melynek legfőbb célja egy, a teljes Kárpát-medence irodalom- és színjátszás kedvelő magyar fiatalságát felölelő, közösség létrehozása volt, ahol az összetartó erőt a magyar nyelv és a magyar versek adják. Továbbvitte az évente megtartott Csíki Versünnep és a Székelyföldi Varga Sándor Verstábor hagyományát, egyedül a járvány időszaka alatt maradtak el ezek a személyes találkozások, habár a Csíki Versünnep ebben a két évben is megrendezésre került online formában, videós szavalatokon keresztül. Mindkét kulturális találkozó a tizedik jubileumi évfordulóját ünnepelte 2022-ben.

## Elismerései
Az erdélyi magyar kultúráért végzett áldozatos munkájáért 2020-ban megkapta az író özvegye által alapított Tamási Áron-díjat, melyet - szintén a pandémia miatt - abban az évben nem vehetett át személyesen, így a 2021 szeptemberében megtartott ünnepségen történt meg végül a díj átadása.

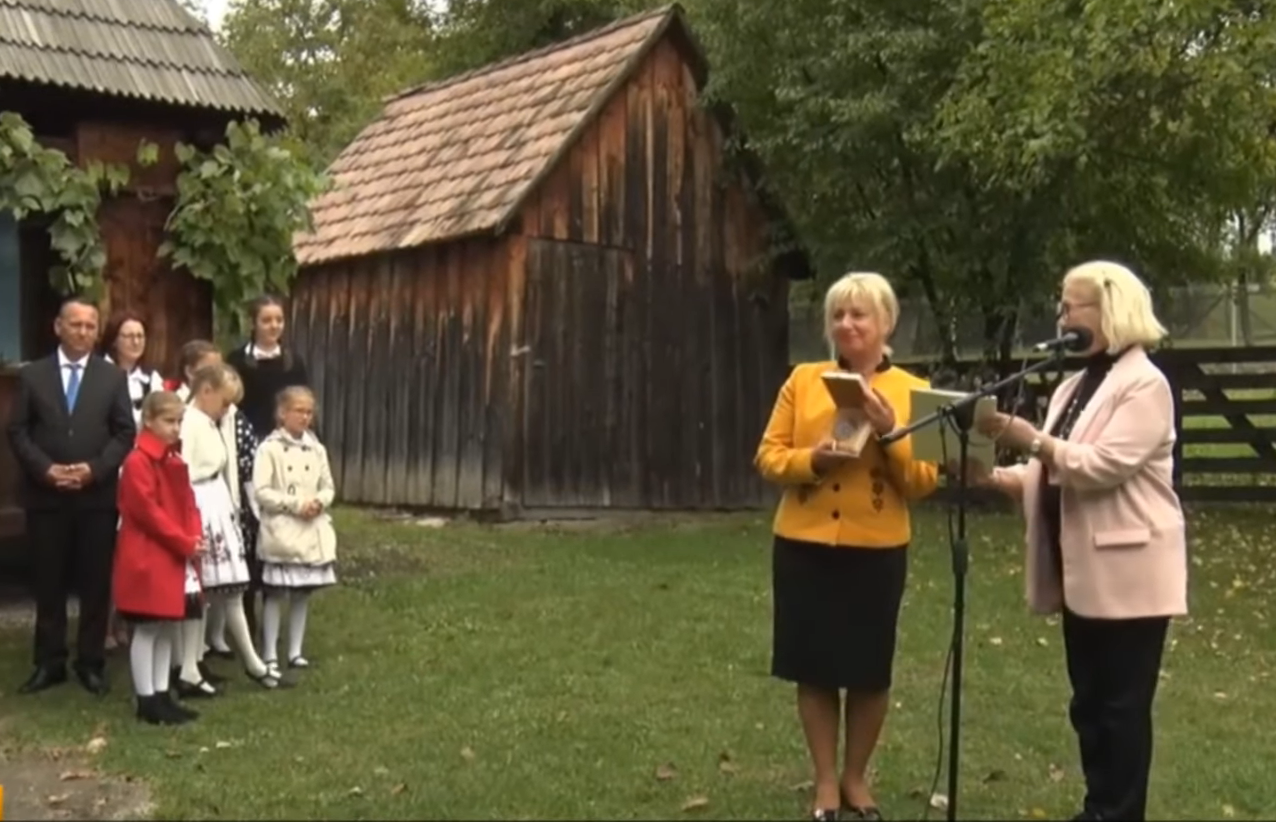
Mihályi Magdolna átveszi a Tamási Áron-díjat az író szülőfalujában, Farkaslakán (2021)

"Hálás vagyok Istennek, hogy ott lehettem a férjemmel, amikor ezt a missziót elkezdte megvalósítani. Hálás vagyok, hogy – bár sajnos nélküle –, de a többi szervezővel, barátainkkal, a csomortániakkal és a csíkiekkel együtt tovább tudtunk járni az általa kijelölt úton.
Megtisztelő, hogy a Tamási Áron Közalapítvány szintén fontosnak tartja ezt a missziót. Köszönöm a felterjesztőknek és a kuratórium tagjainak, akik méltónak találtak arra, hogy idén én kapjam ezt az elismerést." - nyilatkozta az Országút nevű online magazin által közzétett interjúban.

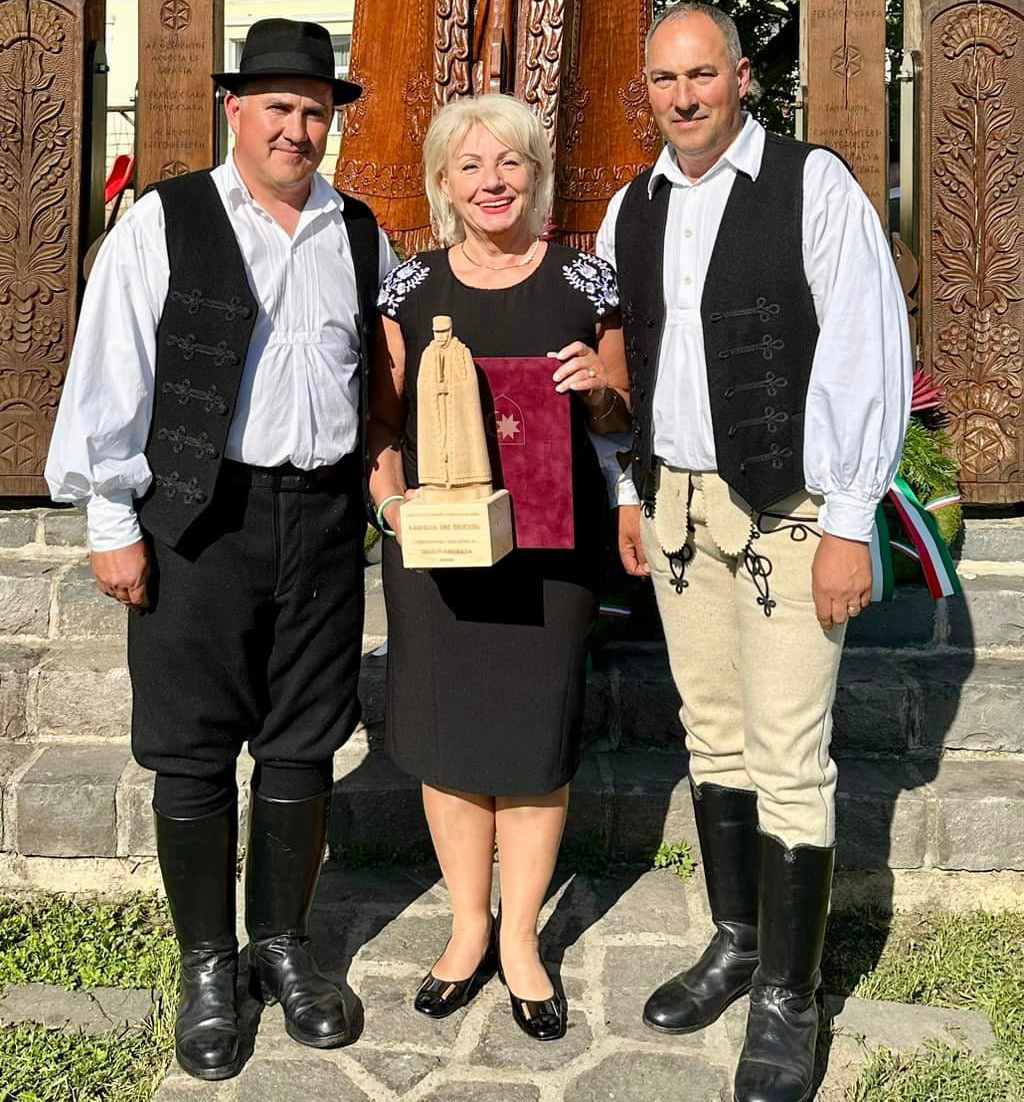
Mihályi Magdolna kapta a Kárpátok Őre érdemdíjat 2023-ban

Még ugyanebben az évben (2021) a sérült gyerekek oktatásával foglalkozó Veni Vidi Vici Alapítvány felkérte, hogy a több éves hagyománnyal rendelkező Mindannyian egyformák vagyunk, csak kicsit másképp elnevezésű gyermek művészeti pályázat egyik zsűritagja legyen, ami annyira meghatotta, hogy különdíjat is ajánlott fel egy olyan kiválasztott pályázat készítőjének, aki egyébként nem tudott volna díjat hazavinni.
2022-ben a Kárpát-medence fiataljait célzó kulturális tevékenységei okán a hasonló célokkal 1989-ben létrehozott Rákóczi Szövetség az alelnökei sorába választotta. A XXXIII. Madách–Mikszáth-vers- és prózamondó versenyen már a szövetséget képviselte mint zsűritag, ugyanakkor saját elhatározásából értékes felajánlásokkal is támogatta magát a versenyt és az eredményt elért fiatalokat. 2023-ban, Ferenc pápa Magyarországra látogatásakor, segített a szövetségnek megszervezni 1500 kárpátaljai, erdélyi és magyar középiskolás utaztatását és részvételét a Kossuth téren tartott pápai szent misén.
2023 júniusában üzletasszonyként is neves elismerést szerzett, ugyanis középvállalati kategóriában Magdolna nyerte a Jövő Vezetője 2023 díjat, több mint 100 jelölt közül kiválasztva. A jelöltek közül olyan zsűritagok választották ki a győztest, mint Dr. Rázsóné Szórády Csilla (vezérigazgató, Új Ház Zrt), Svéda Dóra (ügyvezető, Coaching Centrum), Sárospataki Albert (CEO,  Billingo), Dr. Marciniak Róbert (egyetemi docens, Budapesti Corvinus Egyetem) és Karády Edit (CEO, CX-Ray).
2023 júliusában Csíkcsomortán közössége kitüntette a Kárpátok őre érdemdíjjal, az erdélyi-magyar kultúráért és közösségért, illetve kifejezetten Csíkcsomortán közösségéért tett példaértékű munkásságáért.